# 멕시코 야구 리그
멕시코 야구 리그(스페인어: Liga Mexicana de Béisbol 리가 메히카나 데 베이스볼[*], LMB)는 1925년에 창설한 멕시코의 프로 야구 리그이다. 메이저 리그와 스폰서쉽 제휴 계약을 하여 트리플A로 승격되어 메이저 리그에 속해있는 리그 중 하나이지만, 2021년 마이너 리그 개편의 일환으로 트리플 A 리그에 포함되지 않아 멕시코 리그는 사실상 계속 독립적으로 운영된다. 현재 20개 팀이 북부와 남부 2개 지구로 나누어서 진행한다. 멕시코 태평양 리그와 함께 멕시코의 프로 야구 리그 중 하나이다. 최근 리그 인기가 매우 늘어나 빅리그 승격도 계획하고 있다.

## 현재팀
| 지구 | 팀                             | 연고지           | 경기장                              |
| ---- | ------------------------------ | ---------------- | ----------------------------------- |
| 북부 | 알고도네로스 데 우니온 라구나  | 토레온           | 레볼루시온 경기장                   |
| 북부 | 차로스 데 할리스코             | 과달라하라       | 판아메리카노 경기장                 |
| 북부 | 아세레로스 데 몽클로바         | 몽클로바         | 몬클로바 경기장                     |
| 북부 | 술탄네스 데 몬테레이           | 몬테레이         | 몬테레이 경기장                     |
| 북부 | 리엘레로스 데 아과스칼리엔테스 | 아과스칼리엔테스 | 로드래일맨 스타디움                 |
| 북부 | 테콜로레스 데 도스 라레도스    | 누에보라레도     | 라 훈타 경기장                      |
| 북부 | 사라페로스 데 살티요           | 살티요           | 프란시스코 마데로 경기장            |
| 북부 | 토로스 데 티후아나             | 티후아나         | 셰브론 스타디움                     |
| 북부 | 칼리엔테 데 두랑고             | 두랑고           | 프란시스코 빌라 경기장              |
| 북부 | 도라도스 데 치와와             | 치와와           | 에스타디오 모누멘탈 치와와          |
| 남부 | 피라타스 데 캄페체             | 캄페체           | 넬손 바레라 경기장                  |
| 남부 | 디아블로스 로호스 델 멕시코    | 멕시코시티       | 알프레도 아르프 엘루 경기장         |
| 남부 | 게레로스 데 오아하카           | 오아하카         | 에두아르도 바스콘셀로스 경기장      |
| 남부 | 티그레스 데 킨타나로오         | 캉쿤             | 베토 아빌라 경기장                  |
| 남부 | 올메카스 데 타바스코           | 타바스코         | 센테나리오 27 데 페브레로 경기장    |
| 남부 | 엘 아길라 데 베라크루스        | 베라크루스       | 우니베르시타리오 베토 아빌라 경기장 |
| 남부 | 레오네스 데 유카탄             | 유카탄           | 쿠쿨칸 경기장                       |
| 남부 | 페리코스 데 푸에블라           | 푸에블라         | 헤르마노스 세르단 경기장            |
| 남부 | 브라보스 데 레온               | 레온             | 도밍고 산타나 경기장                |
| 남부 | 콘스피라도레스 데 케레타로     | 케레타로         | 에스타디오 핀수스 콘스피라도레스    |

## 같이 보기
- 멕시코 태평양 리그